# Neogoniolithon misakiense
Neogoniolithon misakiense (Foslie) Setchell & L.R. Mason, 1943  é o nome botânico  de uma espécie de algas vermelhas pluricelulares do gênero Neogoniolithon, família Corallinaceae, subfamília Mastophoroideae.
- São algas marinhas encontradas na Índia e Japão.

## Sinonímia
- Goniolithon misakiense  Fiskue, 1905